# Walton (Indiana)
Walton é uma cidade  localizada no estado americano de Indiana, no Condado de Cass.

## Demografia
Segundo o censo americano de 2000, a sua população era de 1069 habitantes.
Em 2006, foi estimada uma população de 1027, um decréscimo de 42 (-3.9%).

## Geografia
De acordo com o United States Census Bureau tem uma área de
1,1 km², dos quais 1,1 km² cobertos por terra e 0,0 km² cobertos por água.

## Localidades na vizinhança
O diagrama seguinte representa as localidades num raio de 16 km ao redor de Walton.